# ملعب السيب
ملعب السيب هو ملعب يستخدم لمباريات كرة القدم لنادي السيب العماني يقع في السيب في عمان ويتسع ل8000 متفرج.